# Steven Berkoff
Steven Berkoff, pseudonimo di Leslie Steven Berks (Londra, 3 agosto 1937), è un attore, regista, commediografo e sceneggiatore britannico.

## Biografia
Leslie Steven Berks è nato a Stepney, nell'East End di Londra, il 3 agosto 1937, figlio di Pauline (Hyman) e di Alfred Berks (Berkovitch), che di professione faceva il sarto. Ha frequentato la Raine's Foundation Grammar School dal 1948 al 1950 e la Hackney Downs School.. Si è formato professionalmente alla Webber Douglas Academy of Dramatic Art di Londra nel 1958 e alla Scuola internazionale di teatro Jacques Lecoq di Parigi nel 1965. Vive con la sua compagna Clara Fisher nella East London.
Il suo ruolo più conosciuto è quello del fanatico generale Orlov, nemico di 007 nel tredicesimo film della saga cinematografica Octopussy - Operazione piovra (1983). Ha recitato inoltre anche in Beverly Hills Cop - Un piedipiatti a Beverly Hills (1984) nel ruolo di Victor Maitland. Nel 1985 ha interpretato il crudele colonnello Podovskij nel secondo film della trilogia di Rambo, mentre nel 1990 è il gangster George Cornell in The Krays - I corvi. Nel 1995 è il colonnello Kazak, ex agente corrotto del KGB, nel film Facile preda. Ha recitato anche in The Tourist (2010) di Florian Henckel von Donnersmarck e Millennium - Uomini che odiano le donne (2011) di David Fincher.

## Filmografia parziale

### Cinema
- Femmine delle caverne (Slave Girls), regia di Michael Carreras (1967)
- La mafia lo chiamava il Santo ma era un castigo di Dio (Vendetta for the Saint), regia di Jim O'Connolly (1969)
- Nicola e Alessandra (Nicholas and Alexandra), regia di Franklin J. Schaffner (1971)
- Arancia meccanica (A Clockwork Orange), regia di Stanley Kubrick (1971)
- Professione: reporter (The Passenger), regia di Michelangelo Antonioni (1975)
- Barry Lyndon, regia di Stanley Kubrick (1975)
- Joseph Andrews, regia di Tony Richardson (1977)
- Atmosfera zero (Outland), regia di Peter Hyams (1981)
- Octopussy - Operazione piovra (Octopussy), regia di John Glen (1983)
- Beverly Hills Cop - Un piedipiatti a Beverly Hills (Beverly Hills Cop), regia di Martin Brest (1984)
- Rambo II - La vendetta (Rambo: First Blood Part II), regia di George Pan Cosmatos (1985)
- Revolution, regia di Hugh Hudson (1985)
- Absolute Beginners, regia di Julien Temple (1986)
- Under the Cherry Moon, regia di Prince (1986)
- Facile preda (Fair Game), regia di Andrew Sipes (1995)
- 9 settimane e ½ - La conclusione (Love in Paris), regia di Anne Goursaud (1997)
- The Legionary - Fuga all'inferno (Legionnaire), regia di Peter MacDonald (1998)
- 9 Dead Gay Guys, regia di Lab Ky Mo (2002)
- Gioco di donna (Head in the Clouds), regia di John Duigan (2004)
- Shadow of the Sword - La leggenda del carnefice (The Headsman), regia di Simon Aeby (2005)
- The Tourist, regia di Florian Henckel von Donnersmarck (2010)
- Millennium - Uomini che odiano le donne (The Girl with the Dragon Tattoo), regia di David Fincher (2011)
- Red 2, regia di Dean Parisot (2013)
- Manhattan Night, regia di Brian DeCubellis (2016)
- Wrobiony, regia di Piotr Śmigasiewicz (2016)

### Televisione
- UFO – serie TV (1970 - 1973)
- La primavera di Michelangelo (A Season of Giants) – miniserie TV (1989)
- Star Trek: Deep Space Nine – serie TV, episodio 5x18 (1997)
- Attila, l'unno (Attila) – miniserie TV (2001)
- Miss Marple (Agatha Christie's Marple) – serie TV, episodio 2x03 (2006)
- I Borgia – serie TV, 8 episodi (2011-2012)
- Le streghe dell'East End (Witches of East End) – serie TV, 5 episodi (2014)
- The Frankenstein Chronicles – miniserie TV, 2 episodi (2015)
- Barbarians - Roma sotto attacco (Barbarians Rising) – miniserie TV, 1 episodio (2016)
- Vikings – serie TV (2019-2020)

## Doppiatori italiani
Nelle versioni in italiano delle opere in cui ha recitato, Steven Berkoff è stato doppiato da:
- Renato Cortesi in Barry Lyndon, Red 2
- Sandro Iovino in Beverly Hills Cop - Un piedipiatti a Beverly Hills, La primavera di Michelangelo
- Romano Malaspina in The Legionary - Fuga all'inferno, Gioco di donna
- Stefano De Sando in The Tourist, Manhattan Night
- Massimo Foschi in Arancia meccanica
- Gianni Marzocchi in Atmosfera zero
- Sergio Tedesco in Octopussy - Operazione piovra
- Giorgio Lopez in Rambo 2 - La vendetta
- Dario Penne in Facile preda
- Carlo Sabatini in 9 settimane e ½ - La conclusione
- Alessandro Rossi in Attila, l'unno
- Manlio De Angelis in Millennium - Uomini che odiano le donne
- Massimiliano Lotti ne I Borgia
- Cesare Rasini in Vikings

Da doppiatore è stato sostituito da:
- Tony Fuochi in Killzone